# Akira Terao
Akira Terao (寺尾 聰, Terao Akira) (Yokohama (Prefeitura de Kanagawa, 18 de maio de 1947) é um músico e ator de cinema japonês, filho do ator e diretor de cinema Jukichi Uno.
Terao se tornou conhecido no Japão principalmente por seu álbum Reflexos (リフレクションズ) que vendeu mais de um milhão e meio de cópias no Japão durante os anos 80, e seu principal single foi Ruby No Yubiwa (ルビーの指環).
Como ator, estreou como Kenichi em "Chikadô no taiyô made" — um filme dirigido por Kei Kumai em 1968. Em 1985, começou a trabalhar com Akira Kurosawa em Ran. Cinco anos depois ele apareceu no papel de "I" no filme Yume, do mesmo Kurosawa. Também trabalhou com o diretor Takashi Koizumi em Ame Agaru e Hakase no aishita sûshiki.